# Museo nazionale di storia della Repubblica di Bielorussia
Il Museo nazionale di storia della Repubblica di Bielorussia è un museo storico ed etnografico situato a Minsk, capitale della Bielorussia.
Il museo espone il profilo storico della Repubblica di Bielorussia con la più grande collezione di oggetti della cultura materiale e spirituale del popolo bielorusso dai tempi antichi all'età contemporanea (circa 370.000 manufatti).
Le collezioni museali, che includono oggetti dal 40.000 a.C. ai giorni nostri, riguardano:
- La più grande collezione archeologica della Bielorussia
- Raccolta di materiali sulla storia della società primordiale, tra cui caccia, pesca e strumenti agricoli, articoli domestici e rituali, antiche opere d'arte e ornamenti
- Manoscritti e libri stampati
- La collezione sul "costume popolare bielorusso", che presenta abiti bielorussi sia quotidiani che festivi e cerimoniali; ci sono costumi di diverse età e gruppi sociali di popolazione
- Collezione numismatica
- Esposizione "L'antica Bielorussia"
- Esposizione "Vecchia araldica della Bielorussia". Praticamente tutti i reperti della mostra vengono presentati al pubblico per la prima volta. Gli autori della mostra hanno cercato di personificare l'araldica e di raccontare i portatori di tradizioni araldiche.

Il museo è stato fondato nel 1957 come museo di tradizioni, storia ed economia locali. Nel 1967 il museo è stato aperto ai visitatori.
Nel 1991 è stato riorganizzato in Museo nazionale e sono state scorporate alcune collezioni che sono andate a costituire il museo della natura e dell'ecologia.
Ogni anno il museo è frequentato da circa 100.000 visitatori.